# Вэрк-Корылькы
Вэрк-Корылькы (Варга-Корылькы, уст. Вэрг-Корыль-Кы) — река в России, протекает по территории Ямало-Ненецкого автономного округа. Устье реки находится на 87 км правого берега реки Корылькы. Длина реки составляет 81 км.
- В 28 км от устья, по правому берегу реки впадает река Тэпэккикя.
- В 55 км от устья, по правому берегу реки впадает река Алокукикя.

## Данные водного реестра
По данным государственного водного реестра России относится к Нижнеобскому бассейновому округу, водохозяйственный участок реки — Таз. Речной бассейн реки — Таз.
Код объекта в государственном водном реестре — 15050000112115300069794.